# Rundblättriger Enzian
Der Rundblättrige Enzian (Gentiana orbicularis) ist eine Pflanzenart aus der Gattung Enziane (Gentiana) innerhalb der Familie der Enziangewächse (Gentianaceae).

## Beschreibung

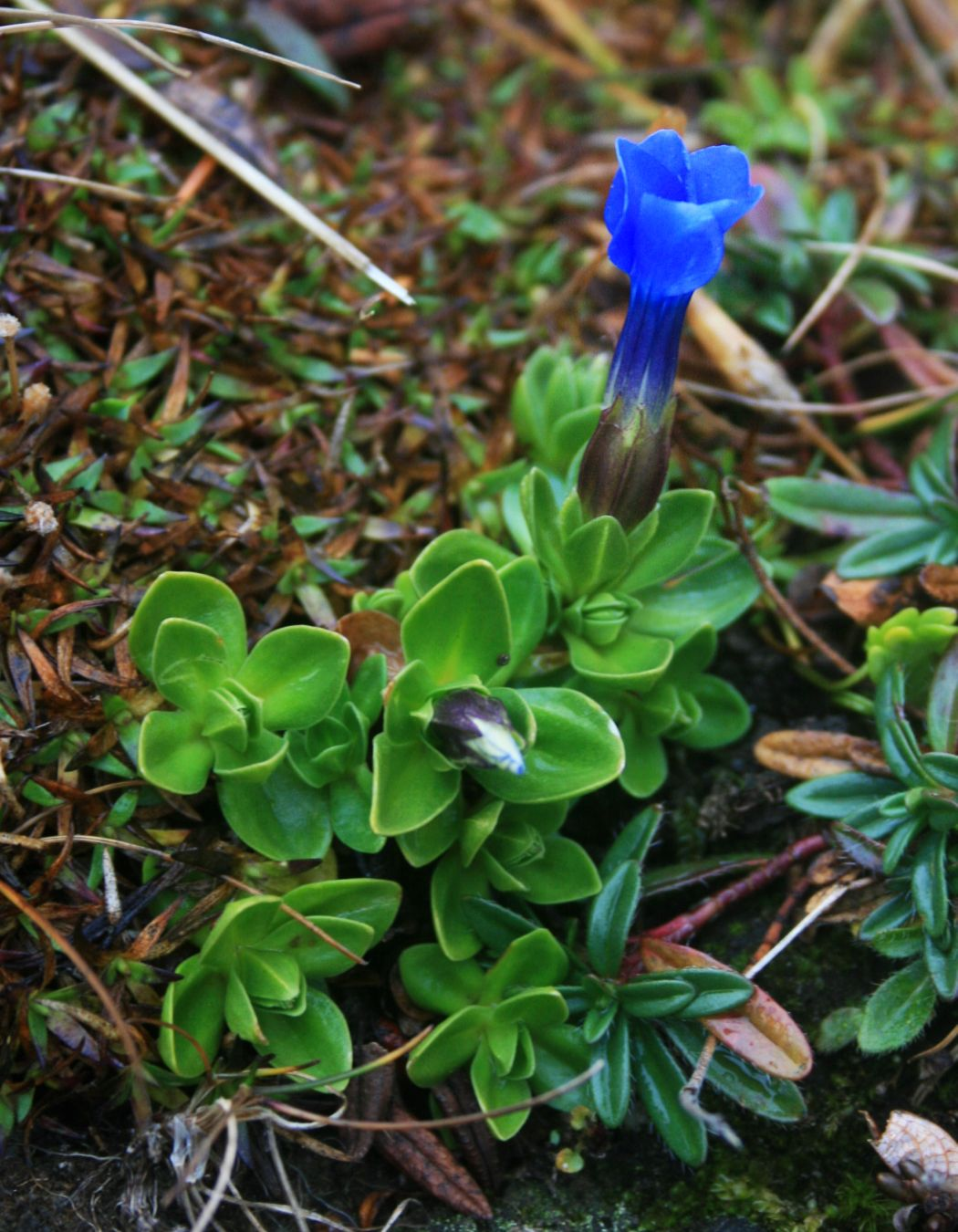
Habitus und Laubblätter

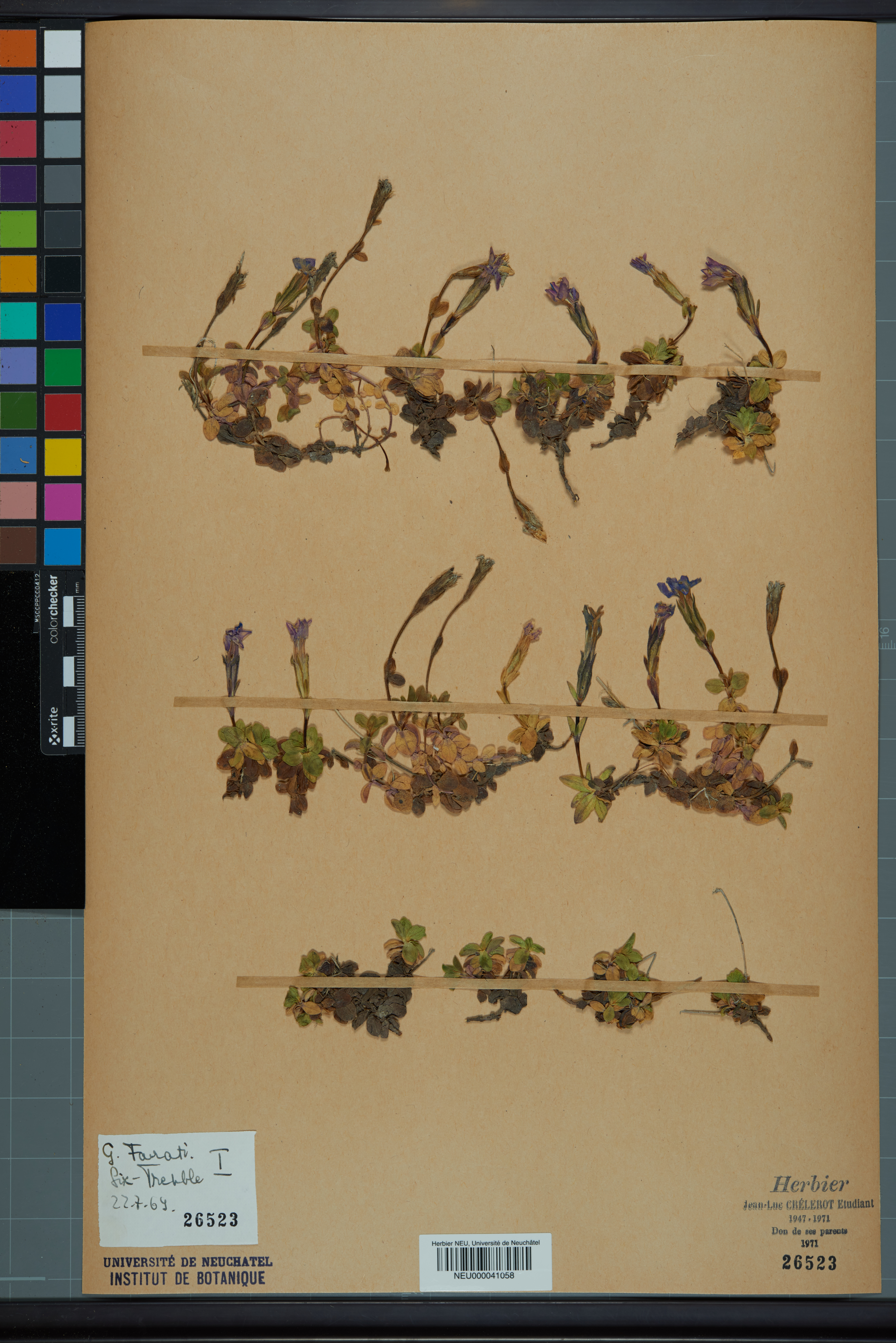
Herbarbeleg

### Vegetative Merkmale
Der Rundblättrige Enzian ist eine ausdauernde, krautige Pflanze, die nur Wuchshöhen von 30 bis 80 Millimeter erreicht. Sie besitzt nur kurze bzw. ist fast ohne Stängel.
Die Grundblätter sind meist bei einer Länge von 4 bis 10 Millimetern rundlich bis verkehrt-eiförmig und im mittleren Drittel am breitesten. Die dunkelgrünen Laubblätter sind ledrig starr. 

### Generative Merkmale
Die Blütezeit reicht von Juli bis August. Die Blüten stehen einzeln dicht über dem obersten Blattpaar.
Die zwittrigen Blüten sind radiärsymmetrisch mit doppelter Blütenhülle. Die fünf grünen Kelchblätter sind verwachsen. Der Blütenkelch ist deutlich geflügelt. Die tiefblaue Blütenkrone ist stieltellerförmig mit breiten fast runden Kronzipfeln.
Die Chromosomenzahl beträgt 2n = 28 oder 32.

## Verwechslung mit anderen Arten
Der Rundblättrige Enzian ist leicht mit dem Frühlings-Enzian (Gentiana verna) zu verwechseln. Der Frühlings-Enzian hat jedoch breit-lanzettliche, spitze Grundblätter, die meist 10 bis 30 Millimeter lang sind. Ein weiterer Unterschied ist, dass beim Rundblättrigen Enzian oft die abgestorbenen Blätter noch vorhanden sind, sowie die wesentlich spätere Blütezeit von Juli bis September.

## Vorkommen
Der Rundblättrige Enzian ist in Europa in den Alpen und anderen Gebirgen vom südlichen Spanien bis zum nördlichen Balkan verbreitet. Er kommt meist in Höhenlagen von 1600 bis 2800 Metern vor. In den Allgäuer Alpen kommt er in Höhenlagen von 2200 bis zu 2430 Metern vor.
Er gedeiht in sonnigen alpinen Steinrasen auf frischen, kalkreichen, mild humosen, lockeren tonigen Stein- und Schuttböden. Er kommt in Pflanzengesellschaften des Drabion hoppeanae-Verbands vor, aber auch im Verband Seslerion albicantis und im Elynion-Verband.

## Taxonomie
Die Erstbeschreibung von Gentiana orbicularis erfolgte 1866 durch Ferdinand Schur.